# Marco Pierre White
Pour les articles homonymes, voir White.
Marco Pierre White est un chef cuisinier anglais, né le 11 décembre 1961 à Leeds.

## Biographie
Marco Pierre White est né d'un père ouvrier et d'une mère italienne originaire de Bardolino (Vérone) qu'il perd à l'âge de six ans. Après avoir abandonné ses études à l'âge de quinze ans, il travaille dans un hôtel à Harrogate puis obtient un emploi à Londres, au restaurant français Le Gavroche dirigé par le chef Albert Roux.
À 26 ans, il crée Harvey's son premier restaurant à Wandsworth, pour lequel il obtient, deux ans plus tard, deux étoiles au Guide Michelin.
En janvier 1995, agé de 33 ans, il devient le premier chef britannique (et le plus jeune à l'époque) à obtenir 3 étoiles au Guide Michelin. 
Il a eu sous ses ordres le chef Gordon Ramsay.
Il a été « mentor » dans l'émission MasterChef Australia: The Professionals (déclinaison de MasterChef).

## Restaurants
- Mirabelle
- Harvey's
- The Canteen
- The Restaurant
- The Criterion
- Hell's Kitchen (chef cuisinier le temps d'une saison)